# Snead
Snead es un pueblo del condado de Blount, en el estado de Alabama (Estados Unidos). Según el censo de 2000 tenía una población de 748, y en 2005 contaba con 817 habitantes.

## Demografía
| 747                        | 761 | 776 | 795 | 805 | 817 |
| (Fuente: [cita requerida]) |     |     |     |     |     |